# Rozan
Rozan (ロザン?) es un dúo de comedia japonesa de Osaka compuesto por  Fuminori Ujihara (宇治原 史規) y Hirofumi Suga (菅 広文) a partir de la agencia de entretenimiento Yoshimoto Kogyo. Se formó en 1996, son famosos por sus actuaciones en vivo y su tarento en televisión y en concursos. Ujihara es famoso por ser uno de los concursantes más competitivos en concursos televisivos.